# Теодорос Зякас
Теодорос Зякас или Закас (на гръцки: Θεόδωρος Ζιάκας) е гръцки военен и революционер, участник в Гръцката война за независимост, капитан на андартска чета, която действа в Западна Македония в 1854 и 1878 година.

## Биография
Зякас е роден около 1800 година в гревенското село Мавронорос. Баща му е Георгиос Зякас (1730 - 1810), четник на Дели Димо (Ντελή Δήμο). В 1826 година Мехмед Тагу ага от Гревена напада дома на Зякас. Брат му Янулас загива в битката, но Теодорос се спасява и бяга на юг в свободна Гърция. След две години се връща в Гревенско и повежда андартска чета, като се установява в планините Пинд и Валия Калда. В 1831 година събира 300 души отряд в Аспропотамос заедно с арматолите Насиос Мандалос от планината Хасия и Сотирис Стратос от Валтос. Целта му е да убие Мехмед Тагу, но операцията се проваля, макар и Зякас да напада Гревена. По-късно се сражава с османците при Негадес в Загорохорията, Кастания край Каламбака и при Спилео в 1832 година.
Една от най-големите битки, в които участва, е въстанието на Гревена срещу турците през май 1854 година. Първоначално овладява Западен Пинд и го използва като подстъп към Гревена. Води битка при Дименица, а по-късно при Спилео от 28 май до 1 юни се сражава с 300 души срещу 12 000 албанци, начело с Авди паша. Под натиска на многобройната османска армия и неблагоприятните дипломатически обстоятелства е сключено временно примирие. Вражеските действия са прекратени през юни същата година и революционерите се завръщат в Гърция.
Зякас се установява в Ламия. Умира в 1882 година в Аталанти. Името му става символ на гръцката борба срещу османската власт. Името „Зякас“ е използвано като псевдоним от дееца на Гръцката въоръжена пропаганда в Македония Григорис Фалиреас. Зякас се казва от 1997 до 2011 година и дем в ном Гревена.